# Norme de Dedekind-Hasse
En algèbre générale — une branche des mathématiques — et plus précisément en théorie des anneaux, la notion de norme de Dedekind-Hasse généralise celle de préstathme euclidien. Elle a été formulée indépendamment par Richard Dedekind puis Helmut Hasse ; ils ont démontré qu'un anneau intègre R est principal si et seulement s'il existe une telle « norme » sur R.

## Définition
Une norme de Dedekind-Hasse sur un anneau intègre R est une application g de R dans l'ensemble ℕ des entiers naturels telle que (pour tous a et b dans R) :
- g(a) = 0 si et seulement si a est nul ;
- si b est non nul, alors
  - ou bien b divise a,
  - ou bien il existe  des éléments p et q dans R tels que 0 < g(ap – bq) < g(b).

Lorsque p peut toujours être choisi égal à 1, on retrouve la définition d'un préstathme euclidien.
Par restriction, et par définition de l'idéal engendré (a, b), il revient au même de se donner une application v de R\{0} dans ℕ* ou (par translation) dans ℕ telle que (pour tous a et b dans R avec b non nul) : ou bien b divise a, ou bien il existe un élément non nul r de (a, b) tel que v(r) < v(b). On appelle encore norme de Dedekind-Hasse une telle application v, et l'anneau R est dit presque euclidien s'il en existe une. Certains auteurs ajoutent dans la définition la condition que v soit croissante pour le préordre de divisibilité, c'est-à-dire que v(a) ≤ v(ab), mais nous allons voir que s'il existe sur R une norme de Dedekind-Hasse alors il en existe une croissante, et même multiplicative (alors que dans le cas euclidien on sait seulement, à partir d'un préstathme, construire un stathme c'est-à-dire un préstathme croissant).

## Équivalence avec la principalité
Un anneau intègre est principal si et seulement s'il est presque euclidien.
Démonstration
- Si R possède une norme de Dedekind-Hasse[1] v et si I est un idéal non nul de R, soit b un élément non nul de I pour lequel v atteint sa valeur minimum. Il n'existe donc dans l'idéal I aucun élément non nul r tel que v(r) < v(b). Pour tout élément a de I, il n'existe a fortiori aucun tel r dans le sous-idéal (a, b), donc b divise a. Ceci prouve que I est engendré par b donc principal.
- Réciproquement[2], si R est un anneau principal — donc factoriel — posons, pour tout élément non nul a de R, v(a) = 2n où n est le nombre de facteurs premiers d'une décomposition de a, et vérifions que v est une norme de Dedekind-Hasse. Soient a et b deux éléments de R avec b non nul, et r leur PGCD, élément non nul de (a, b). Si b ne divise pas a, r est un diviseur strict de b donc possède moins de facteurs premiers dans sa décomposition, c'est-à-dire que v(r) < v(b), ce qui conclut.

## Exemples
D'après ce qui précède, l'anneau OK des entiers d'un corps de nombres K est principal dès que la valeur absolue de sa norme algébrique NK/ℚ est une norme de Dedekind-Hasse. Cette condition suffisante est également nécessaire (ceci contraste avec l'euclidianité : l'anneau des entiers de certains corps quadratiques est euclidien sans l'être pour la norme algébrique). En effet, dans OK (supposé principal), soient a et b deux éléments non nuls, r leur PGCD et c = b/r. Comme dans la démonstration ci-dessus, si b ne divise pas a alors c est non inversible donc |NK/ℚ(b)| = |NK/ℚ(c)||NK/ℚ(r)| > |NK/ℚ(r)|.
L'anneau des entiers du corps quadratique imaginaire ℚ[i√n] n'est euclidien que pour les cinq premiers des neuf nombres de Heegner n = 1, 2, 3, 7, 11, 19, 43, 67 et 163. Pour les quatre derniers, il est cependant presque euclidien. Pour ces quatre valeurs de n, comme –n est congru à 1 modulo 4, cet anneau est ℤ[(1 + i√n)/2]. La norme, comme dans tout corps quadratique imaginaire, est simplement le carré du module.
Détaillons le premier de ces quatre cas : n = 19. Soit ω = (1 + i√19)/2.
ℤ[ω] est presque euclidien
Soient dans cet anneau deux éléments non nuls α et β tels que β ne divise pas α. Il s'agit de trouver deux éléments γ et δ de l'anneau tels que
0 < |γα/β – δ| < 1. Pour cela, écrivons α/β sous la forme (a + bω)/c avec c > 1 et a, b, c entiers premiers entre eux et posons γ = d – e – dω et δ = q + fω, où les entiers d, e, f, q, r sont choisis tels que ad + be + cf = 1, a(d – e) + 5bd = cq + r et 0 ≤ r < c. Alors, γα/β – δ = (r – ω)/c est non nul et |γα/β – δ|2 = (r2 – r + 5)/c2 < 1 dès que c ≥ 3. Dans le cas restant c = 2 (et r = 0 ou 1), les nombres γ' = (r – ω)γ et δ' = (r – ω)δ + 2 conviennent car γ'α/β – δ' = 1/2.
ℤ[ω] n'est pas euclidien
Supposons qu'il existe sur cet anneau un stathme euclidien N et soit, parmi les éléments de ℤ[ω] différents de 0 et des deux seules unités 1 et –1, un élément z pour lequel N atteint sa valeur minimum. Par division euclidienne de 2 et de ω par z relativement à N (avec reste égal à 0, 1 ou –1), l'élément z doit être à la fois un diviseur dans ℤ[ω] de 2 ou 3 et de ω, ω – 1 ou ω + 1, ce qui est absurde car l'entier |z|2 > 1 ne peut pas diviser dans ℤ, à la fois, 4 ou 9, et |ω|2 = |ω – 1|2 = 5 ou |ω + 1|2 = 7.